# Marathon van Antwerpen 2022
De Marathon van Antwerpen 2022 werd gelopen op zondag 11 september 2022. Het was de tweede keer dat de marathon afzonderlijk van de Antwerp 10 Miles werd georganiseerd. 
In tegenstelling tot in 2021 werd de marathon van 2022 weer een ochtendmarathon, daarnaast werd het parcours gewijzigd. Naast de marathon werden er ook een halve marathon en aflossingsmarathon gelopen.

## Uitslagen[2]

### Snelste mannen
| Plaats | Naam                 | Land                | Tijd    |
| ------ | -------------------- | ------------------- | ------- |
| Goud   | Julien Calandreau    | Frankrijk           | 2:29.12 |
| Zilver | Jonas Mertens        | België              | 2:39.37 |
| Brons  | Jeffrey van Agtmaal  | Nederland           | 2:40.21 |
| 4      | Pieter Robberechts   | België              | 2:43.40 |
| 5      | Jef Van den Branden  | België              | 2:47.47 |
| 6      | Teun Pauwels         | België              | 2:51.02 |
| 7      | Jasper Van der Avert | België              | 2:51.31 |
| 8      | Vittorio Langella    | Italië              | 2:53.15 |
| 9      | Alistair Watson      | Verenigd Koninkrijk | 2:54.00 |
| 10     | Senne Moortgat       | België              | 2:54.43 |

### Snelste vrouwen
| Plaats | Naam                 | Land                | Tijd    |
| ------ | -------------------- | ------------------- | ------- |
| Goud   | Ada Geuze            | Nederland           | 3:06.24 |
| Zilver | Els Buyl             | België              | 3:06.46 |
| Brons  | Elisabeth Van Rompay | België              | 3:07.55 |
| 4      | Mieke Dupont         | België              | 3:09.49 |
| 5      | Susan Stead          | Verenigd Koninkrijk | 3:18.29 |
| 6      | Stephanie Johanns    | België              | 3:18.41 |
| 7      | Babette Slambrouck   | België              | 3:21.48 |
| 8      | Eva de Rooy          | België              | 3:23.50 |
| 9      | Astrid Steurs        | Finland             | 3:24.46 |
| 10     | Sarah Langendries    | België              | 3:26.13 |

### Winnaars halve marathon
| Geslacht | Naam           | Land    | Tijd    |
| -------- | -------------- | ------- | ------- |
| Mannen   | Ramdan Snoussi | Marokko | 1:04.58 |
| Vrouwen  | Nina Lauwaert  | België  | 1:12.35 |

1. ↑  Antwerp Night Marathon wordt na één editie toch gewone ochtendmarathon. Het Nieuwsblad. Gearchiveerd op 14 september 2022. Geraadpleegd op 12 september 2022.
2. ↑  ACN-Timing. www.acn-timing.com. Geraadpleegd op 12 september 2022.

1980 ·
1981 ·
1982 ·
1983 ·
1984 ·
1985 ·
1986 ·
1987 ·
1988 ·
1989 ·
1990 ·
1991 ·
1992 ·
1993 ·
1994 ·
1995 ·
1996 ·
1997 ·
1998 ·
1999 ·
2000 ·
2001 ·
2002 ·
2003 ·
2004 ·
2005 ·
2006 ·
2007 ·
2008 ·
2009 ·
2010 ·
2011 · 
2012 ·
2013 ·
2014 ·
2015 ·
2016 ·
2017 ·
2018 ·
2019 ·
2020 ·
2021 ·
2022 ·
2023